# Vernon E. Clark

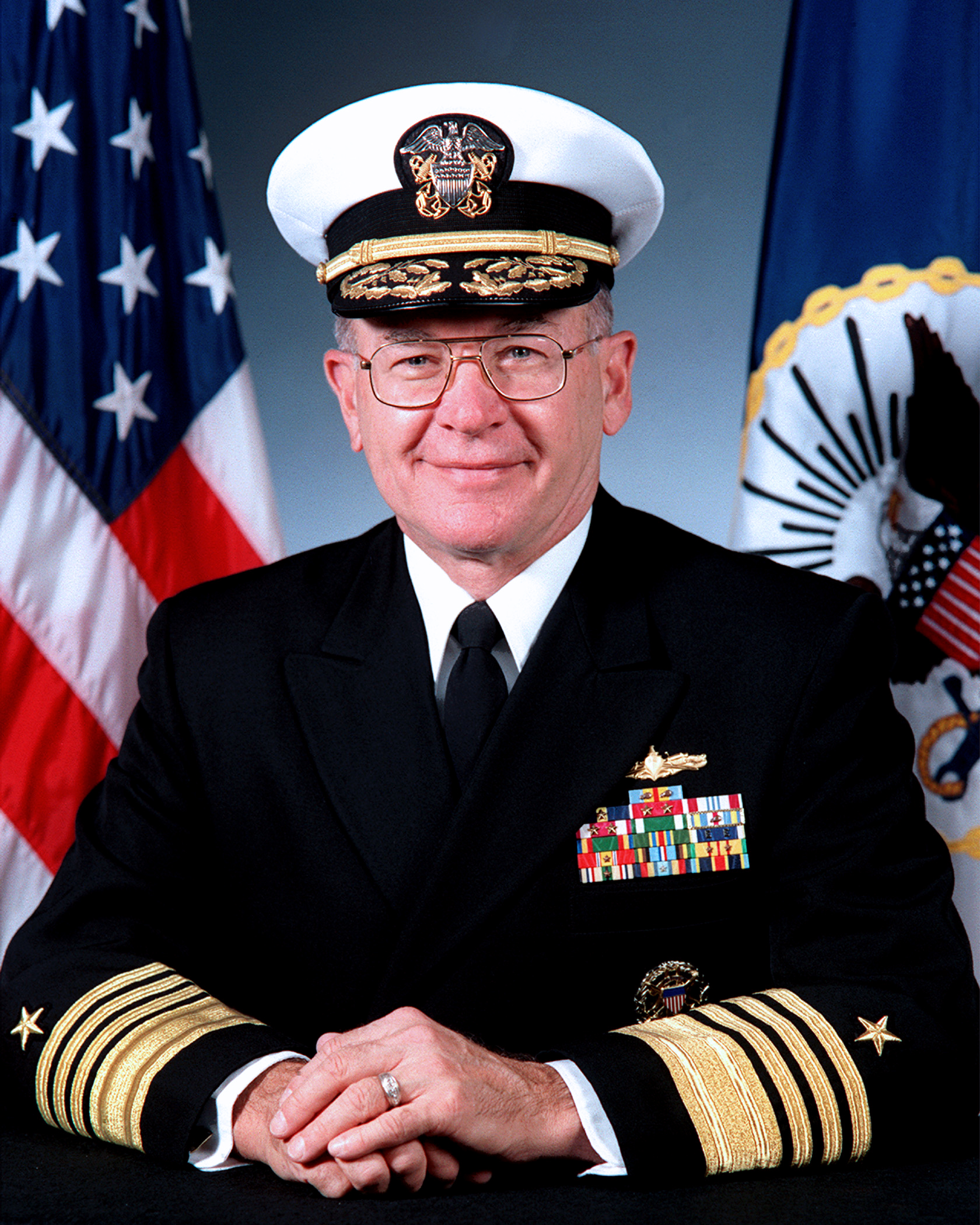
Admiral Vernon E. Clark

Vernon E. „Vern“ Clark (* 7. September 1944 in Sioux City, Iowa) ist ein US-amerikanischer Militär. Er war der 27. Chief of Naval Operations der United States Navy.

## Leben
Clark wuchs im Nordwesten der Vereinigten Staaten auf, graduierte am Evangel College und erhielt von der University of Arkansas ein Master of Business Administration (MBA). Dann besuchte er die Officer Candidate School und erhielt sein Offizierspatent im Jahr 1968.
Er diente auf den Zerstörern John W. Weeks (DD-701) und Gearing. Im Rang eines Lieutenants kommandierte er anschließend die Grand Rapids (PG-98). Des Weiteren kommandierte er die McCloy und Spruance, das Anti-U-Bootkriegsführungszentrum, die Destroyer Squadron 7 und die Destroyer Squadron 5. Nach der Auswahl für den Posten eines Flaggoffiziers kommandierte der Admiral die Trägergruppe der Carl Vinson, Destroyer Squadron 2, die 2. US-Flotte und die US-Atlantikflotte.
Clark wurde am 21. Juli 2000 zum 27. Chief of Naval Operations (CNO) der US Navy ernannt und hatte diesen Posten bis zum 22. Juli 2005 inne. Er war damit der am längsten im Amt befindliche CNO seit Admiral Arleigh Burke. Sein Nachfolger wurde Admiral Michael G. Mullen. Clark formulierte unter anderem eine neue Einsatzdoktrin namens Sea Power 21.

## Auszeichnungen
Auswahl der Dekorationen, sortiert in Anlehnung der Order of Precedence of Military Awards:
- Defense Distinguished Service Medal (3 ×)
- Navy Distinguished Service Medal (2 ×)
- Legion of Merit (3 ×)
- Defense Meritorious Service Medal
- Meritorious Service Medal (4 ×)
- Navy & Marine Corps Commendation Medal
- Navy Unit Commendation
- National Defense Service Medal (2 ×)
- Vietnam Service Medal (3 ×)
- Southwest Asia Service Medal